# 侏短吻獅子魚
侏短吻獅子鱼，为輻鰭魚綱鮋形目杜父魚亞目狮子鱼科的魚類。分布於北太平洋區，鄂霍次克海、阿拉斯加等海域。為深海魚類，棲息在水深325-1143公尺的海域，生活習性不明。